# Jean-Charles Privet
Jean-Charles Privet, né le 22 juillet 1899 au Creusot et décédé le 10 janvier 1982 à Argenteuil, est un homme politique français.

## Biographie
Mécanicien EDF à la retraite, il est élu maire socialiste d'Épinay-sur-Seine en 1956, succédant à Georges Martin, décédé en fonction.
En 1958, il est candidat aux élections législatives pour la SFIO dans la 39e circonscription de la Seine. Au premier tour, il arrive en deuxième position derrière le communiste Étienne Fajon et accuse un retard de trente points sur son adversaire. Il parvient cependant à remporter le second tour de scrutin, avec 50,49 % des suffrages, bénéficiant d'un bon report de voix de la droite. À l'Assemblée nationale, il siège sur les bancs du groupe socialiste.
Réélu premier édile l'année suivante, il est candidat à un nouveau mandat de député lors des élections législatives de 1962. Son adversaire communiste de 1958 est élu dès le premier tour et Privet arrive seulement en troisième position – avec 12,29 % des voix – derrière Étienne Fajon et le gaulliste Robert Rousseau.
Candidat à un nouveau mandat mayoral en 1965, il est exclu de la SFIO quelques semaines avant le scrutin par la commission des conflits de la fédération socialiste de la Seine. Il maintient cependant sa candidature et fait face à trois autres listes : une liste d'union démocratique, comprenant des socialistes, des communistes et des radicaux, conduite par René Desjames et Fernand Belino, une liste UNR et une liste dissidente de la majorité sortante. À l'issue du scrutin, il perd son fauteuil de maire, largement défait par la liste Desjames-Belino.